# Olenecamptus kenyensis
Olenecamptus kenyensis es una especie de escarabajo longicornio del género Olenecamptus, categorizada en la tribu Dorcaschematini, de la subfamilia Lamiinae. Fue descrita por Adlbauer en 2010.

## Descripción
Mide 13-17 mm de longitud.

## Distribución
Se distribuye por Kenia.